# Natação nos Jogos Olímpicos de Verão de 2024 - Revezamento 4x100 m medley feminino
A prova do revezamento 4x100 m medley feminino da natação nos Jogos Olímpicos de Verão de 2024 ocorreu em 3 e 4 de agosto de 2024 na Paris La Défense Arena, em Paris. Um total de 79 nadadoras de 16 Comitês Olímpicos Nacionais (CON) participaram do evento.

## Qualificação
Para os revezamentos, um máximo de 16 equipes qualificadas em cada evento eram permitidas para totalizar de 112 equipes de revezamento; cada CON poderia inscrever apenas uma equipe por prova. As três melhores equipes em cada revezamento no Campeonato Mundial de Esportes Aquáticos de 2023 em Fukuoka, Japão, reservaram diretamente uma vaga, enquanto as treze equipes restantes competiram pela qualificação por terem os melhores tempos nas eliminatórias e finais nos resultados combinado de 2023 e do Campeonato Mundial de Esportes Aquáticos de 2024, em Doha, Catar.

## Formato
A competição consiste em duas rodadas: preliminares e final. As equipes com os oito melhores tempos nas baterias preliminares avançam a final. Desempates (swim-offs) são utilizados conforme necessário para quebrar os empates de avanço a próxima rodada.

## Calendário
Horário local (UTC+2)
| Data                | Horário | Fase         |
| ------------------- | ------- | ------------ |
| 3 de agosto de 2024 | 15:50   | Preliminares |
| 4 de agosto de 2024 | 22:30   | Final        |

## Medalhistas
|  | USA Estados Unidos                                                                                         |  | AUS Austrália |  | CHN China                                                                           |
|  | Regan Smith Lilly King Gretchen Walsh Torri Huske Katharine Berkoff Emma Weber Alex Shackell Kate Douglass |  | Kaylee McKeown Jenna Strauch Emma McKeon Mollie O'Callaghan Iona Anderson Ella Ramsay Alexandria Perkins Meg Harris |  | Wan Letian Tang Qianting Zhang Yufei Yang Junxuan Wang Xue'er Yu Yiting Wu Qingfeng |

1. 1 2 3 4 5 6 7 8 9 10 11  Participaram apenas das preliminares, mas também receberam medalhas.

## Recordes
Antes desta competição, os recordes mundiais e olímpicos da prova eram os seguintes:
| Tipo | Atleta                                                                                                  | Tempo   | Local   | Data                |
| ---- | --- | ------- | ------- | ------------------- |
|      | USA Estados Unidos Regan Smith (57.57) Lilly King (1:04.81) Kelsi Dahlia (56.16) Simone Manuel (51.86)  | 3:50.40 | Gwangju | 28 de julho de 2019 |
|      | AUS Austrália Kaylee McKeown (58.01) Chelsea Hodges (1:05.57) Emma McKeon (55.91) Cate Campbell (52.11) | 3:51.60 | Tóquio  | 1 de agosto de 2021 |

## Resultados

### Preliminares
As equipes com os oito melhores tempos, independente da bateria, avançam a final.
| Pos. | Bateria | Raia | CON                | Nadadoras                                                                                                | Tempo   | Notas            |
| ---- | ------- | ---- | ------------------ | --- | ------- | ---------------- |
| 1    | 1       | 4    | AUS Austrália      | Iona Anderson (58.67) Ella Ramsay (1:06.79) Alexandria Perkins (56.59) Meg Harris (52.76)                | 3:54.81 | Q                |
| 2    | 2       | 5    | CAN Canadá         | Ingrid Wilm (59.42) Sophie Angus (1:06.07) Mary-Sophie Harvey (57.68) Penny Oleksiak (52.93)             | 3:56.10 | Q                |
| 3    | 1       | 5    | CHN China          | Wang Xue'er (59.75) Tang Qianting (1:05.74) Yu Yiting (56.60) Wu Qingfeng (54.25)                        | 3:56.34 | Q                |
| 4    | 2       | 4    | USA Estados Unidos | Katharine Berkoff (58.98) Emma Weber (1:07.39) Alex Shackell (57.32) Kate Douglass (52.71)               | 3:56.40 | Q                |
| 5    | 2       | 6    | JPN Japão          | Rio Shirai (1:00.91) Satomi Suzuki (1:05.52) Mizuki Hirai (56.32) Rikako Ikee (53.77)                    | 3:56.52 | Q                |
| 6    | 2       | 3    | SWE Suécia         | Hanna Rosvall (1:00.16) Sophie Hansson (1:07.24) Louise Hansson (56.62) Sarah Sjöström (53.31)           | 3:57.33 | Q                |
| 7    | 1       | 6    | FRA França         | Emma Terebo (59.16) Charlotte Bonnet (1:07.40) Marie Wattel (57.19) Mary-Ambre Moluh (53.65)             | 3:57.40 | Q                |
| 8    | 1       | 3    | NED Países Baixos  | Maaike de Waard (1:00.19) Tes Schouten (1:07.88) Tessa Giele (57.01) Marrit Steenbergen (52.40)          | 3:57.48 | Q                |
| 9    | 1       | 7    | GER Alemanha       | Laura Riedemann (1:01.05) Anna Elendt (1:05.92) Angelina Köhler (56.74) Nina Holt (54.41)                | 3:58.12 |                  |
| 10   | 2       | 2    | GBR Grã-Bretanha   | Kathleen Dawson (1:00.67) Angharad Evans (1:05.40) Keanna Macinnes (58.72) Freya Anderson (53.55)        | 3:58.34 |                  |
| 11   | 2       | 1    | IRL Irlanda        | Danielle Hill (1:00.84) Mona McSharry (1:05.38) Ellen Walshe (58.01) Grace Davison (55.89)               | 4:00.12 | Recorde nacional |
| 12   | 1       | 2    | POL Polônia        | Adela Piskorska (1:00.96) Dominika Sztandera (1:07.39) Paulina Peda (58.66) Kornelia Fiedkiewicz (53.93) | 4:00.94 |                  |
| 13   | 1       | 1    | HKG Hong Kong      | Stephanie Au (1:01.49) Siobhán Haughey (1:07.01) Natalie Kan (59.76) Hoi Lam Tam (55.30)                 | 4:03.56 |                  |
| 14   | 2       | 8    | SGP Singapura      | Levenia Sim (1:02.30) En Yi Letitia Sim (1:06.76) Quah Jing Wen (59.94) Gan Ching Hwee (56.58)           | 4:05.58 |                  |
| 15   | 1       | 8    | DEN Dinamarca      | Schastine Tabor Thea Blomsterberg Martine Damborg Elisabeth Sabroe Ebbesen                               | DSQ     |                  |
| 15   | 2       | 7    | ITA Itália         | Margherita Panziera Benedetta Pilato Viola Scotto Di Carlo Sofia Morini                                  | DSQ     |                  |

### Final
As três equipes mais rápidas na final conquistam as medalhas.
| Pos.              | Raia | CON                | Nadadoras                                                                                      | Tempo   | Notas            |
| ----------------- | ---- | ------------------ | ---------------------------------------------------------------------------------------------- | ------- | ---------------- |
| Medalha de ouro   | 6    | USA Estados Unidos | Regan Smith (57.28 ) Lilly King (1:04.90) Gretchen Walsh (55.03) Torri Huske (52.42)           | 3:49.63 | Recorde mundial  |
| Medalha de prata  | 4    | AUS Austrália      | Kaylee McKeown (57.72) Jenna Strauch (1:07.31) Emma McKeon (56.25) Mollie O'Callaghan (51.83)  | 3:53.11 |                  |
| Medalha de bronze | 3    | CHN China          | Wan Letian (59.81) Tang Qianting (1:05.79) Zhang Yufei (55.52) Yang Junxuan (52.11)            | 3:53.23 |                  |
| 4                 | 5    | CAN Canadá         | Kylie Masse (58.29) Sophie Angus (1:06.54) Maggie Mac Neil (55.79) Summer McIntosh (53.29)     | 3:53.91 |                  |
| 5                 | 2    | JPN Japão          | Rio Shirai (1:01.24) Satomi Suzuki (1:05.08) Mizuki Hirai (56.27) Rikako Ikee (53.58)          | 3:56.17 |                  |
| 6                 | 1    | FRA França         | Emma Terebo (59.00) Charlotte Bonnet (1:06.85) Marie Wattel (57.29) Béryl Gastaldello (53.15)  | 3:56.29 | Recorde nacional |
| 7                 | 7    | SWE Suécia         | Hanna Rosvall (1:00.38) Sophie Hansson (1:06.24) Louise Hansson (56.95) Sarah Sjöström (53.35) | 3:56.92 |                  |
| 8                 | 8    | NED Países Baixos  | Maaike de Waard (59.91) Tes Schouten (1:08.55) Tessa Giele (57.51) Marrit Steenbergen (53.55)  | 3:59.52 |                  |

Legenda
| Recorde mundial      | Recorde mundial (World record)               |                       | Recorde africano                      | Recorde africano (African) |                                           | Q | Classificado por posição (Qualified) |
| Recorde olímpico     | Recorde olímpico (Olympic record)            | Recorde da América    | Recorde da América (Americas)         | q                          | Classificado por melhor tempo (Qualified) |   |                                      |
| Melhor marca do ano  | Melhor marca do ano (World leading)          | Recorde asiático      | Recorde asiático (Asian)              | DNS                        | Não largou (Did not start)                |   |                                      |
| Recorde nacional     | Recorde nacional (National record)           | Recorde europeu       | Recorde europeu (European)            | DNF                        | Não terminou (Did not finish)             |   |                                      |
| Recorde pessoal      | Recorde pessoal do atleta (Personal best)    | Recorde da Oceania    | Recorde da Oceania (Oceania)          | DSQ / DQ                   | Desclassificado (Disqualified)            |   |                                      |
| Recorde da temporada | Recorde da temporada do atleta (Season best) | Recorde sul-americano | Recorde sul-americano (South America) | NM                         | Sem marca (No mark)                       |   |                                      |